# الهیات آزادی‌بخش
الهیات آزادی‌بخش از نظریات الهیاتی مسیحیت است.
از جدیدترین نظریات الهیاتی مسیحیت است که خاستگاه اولیهٔ آن بنا به شرایط اجتماعی . سیاسی خاص، آمریکای لاتین بوده‌است. پس از آن، رواج روز افزونی در آفریقا و آسیای جنوب شرقی پیدا کرده‌است.
این نهضت الهیاتی که بر حضور دین در عرصه‌های اجتماعی و سیاسی تأکید دارد؛ مهمترین ریشه‌های ناکامی و بدبختی جوامع فقیر منطقه آمریکای لاتین را حکومت‌های خودکامه و نظامی وابسته به ابرقدرت‌های بزرگ می‌داند و وظیفه کلیسا را حمایت از محرومان و مقابله با ظالمان می‌داند، تا بدین صورت همگان به رهایی و ملکوت آسمان برسند.
این الهیات، طبق نظرات رایج مسیحی، بر مظالم دیکتاتورها سرپوش نمی‌گذارد؛ فقر را جزء مقدرات الهی نمی‌داند و بر ضرورت فقرزدایی و استقلال از طریق مبارزه و آموزش پافشاری می‌کند و راه رهایی همگان و رسیدن به ملکوت آسمان را "تلازم عدالت و معنویت" می‌داند.
برقراری عدالت اجتماعی و تأکید بر حضور اجتماعی دین در عرصه اجتماعی و سیاسی مهمترین ویژگی‌های این الهیات هستند که نظر بسیاری ار محققان را به تحقیق و پژوهش در این خصوص جلب کرده‌است.
از سویی، کشورهای استعمارگر منطقه، خصوصاً آمریکا و اسپانیا، با تلاش‌های فراوان در صدد تضعیف و انحراف این نهضت الهیاتی بر آمده‌اند؛ تا این جبهه ضد استعماری و استبدادی را در هم بشکنند.